# Bánh quai vạc

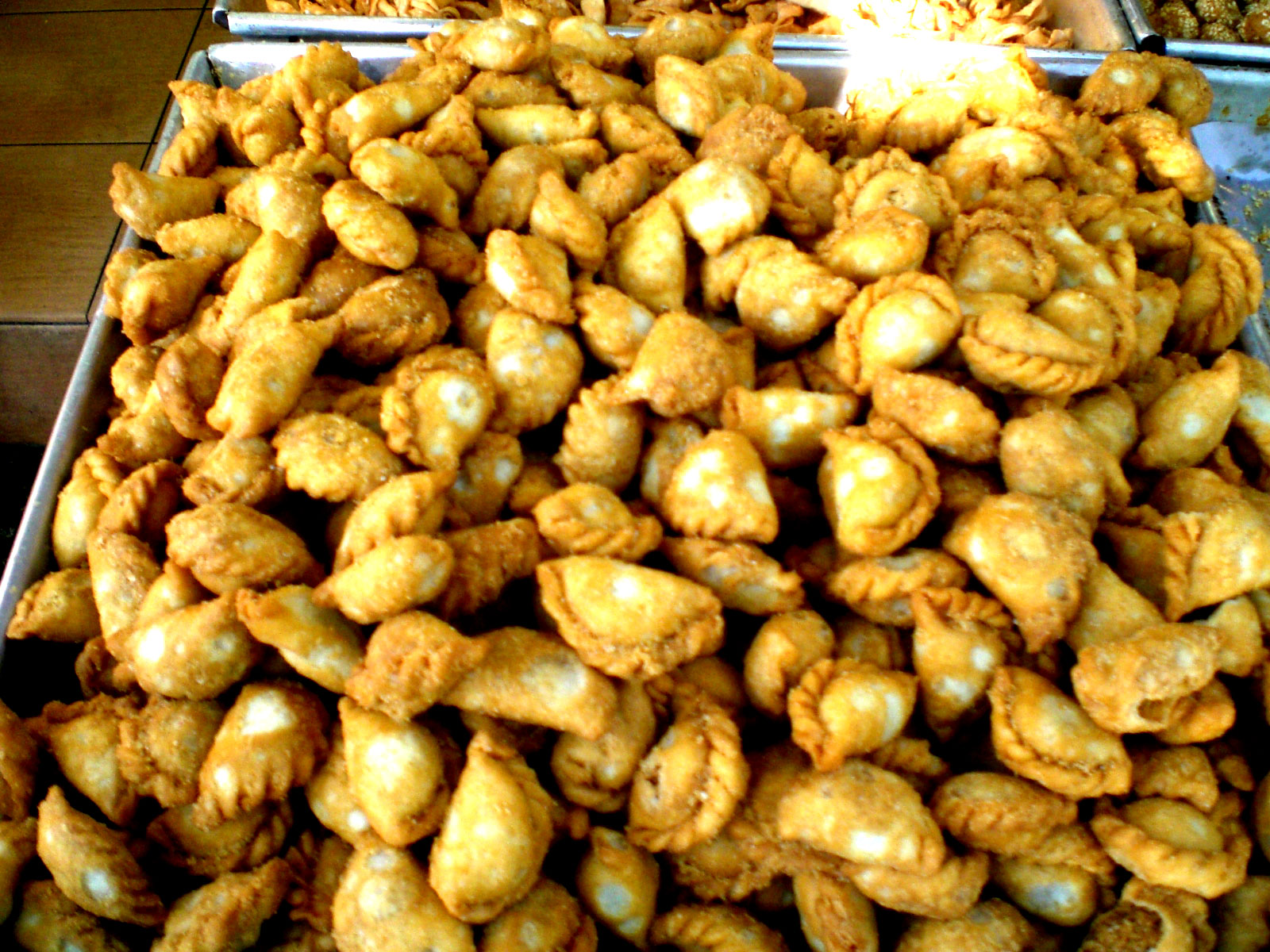
Bánh quai vạc

Bánh quai vạc là một loại bánh mặn và là một trong những món ăn bình dân ở Việt Nam (trừ bánh quai vạc chiên có xuất xứ Trung Quốc và người miền Bắc gọi là bánh gối còn Miền Nam gọi là bánh xếp) mang đậm hương vị của vùng biển miền Trung đặc biệt là ở vùng Bình Thuận là một loại thức ăn nhanh và thức ăn đường phố.

## Đặc điểm
Bánh có hình dáng giống chiếc quai vạc, bên trong nhân có thể chứa tôm, thịt (thường là thịt ba rọi) và các loại nhân khác, khi chế biến, bánh được gấp lại thành hình bán nguyệt và ép mép bánh, khi chín, viền bánh sẽ gợn sóng. Bánh quai vạc trần được làm từ bột mì tinh (bột mì lọc) thông qua quá trình luộc.
Bánh quai vạc có các dạng phổ biến là bánh quai vạc trần và bánh quai vạc chiên. Bánh quai vạc trần có đặc tính dai. Bánh quai vạc trần được gọi để để phân biệt với bánh làm bằng bột lọc có gói lá chuối.
Nếu như ngán vị mặn của nhân thịt thì thay bằng bánh nhân ngọt cũng là một sự lựa chọn không tồi. Bánh sẽ có nhân là đậu xanh ngào đường, dừa nạo hay lạc, cơm sầu riêng,...

## Chế biến và thưởng thức
Bánh quai vạc là một trong những loại bánh khéo, nghĩa là loại bánh đòi hỏi người làm phải có kinh nghiệm và thật khéo tay. Cái khéo léo ở đây là bột bánh phải được nhồi nặn cho thật nhuyễn giữa bột mì và bột năng, để khi cắt bánh làm đôi có thể thấy từng lớp bột mỏng nằm chồng xếp lên nhau. Cũng có lẽ vì kỹ thuật làm vỏ bánh khá công phu mà bánh quai vạc còn có tên gọi là bánh xếp.
Người miền Bắc, nhất là người Hà Nội gọi bánh quai vạc chiên là bánh gối. Sở dĩ nó vốn xuất xứ từ bánh há cảo chiên của Trung Quốc (giản thể: 锅贴; phồn thể: 鍋貼; bính âm: guōtiē; Hán Việt: oa thiếp) và bánh gối (bánh quai vạc chiên) theo chân những người Hoa ở Quảng Đông du nhập vào Hà Nội trước năm 1954 cùng thời điểm Việt Nam bắt đầu có món phở.
Bột mì tinh là nguyên liệu cơ bản. Phương pháp chế biến được thực hiện bằng việc chế nước sôi lấy trùng cho bột vừa chín tới và nhồi bột đến khi mềm dẻo, cắt từng phân nhỏ sau đó cán mỏng tạo nên miếng vỏ bột trong đều. Nhồi các nguyên liệu, trộn chung, cho ít nước mắm, muối tiêu, đường, đem xào chín. Sau đó gắp nhân bỏ vào giữa miếng bột đã cán mỏng, xếp đôi lại từng chiếc bánh. Cho vào nồi nước sôi khi thấy bột trong là bánh đã chín, vớt ra rổ để ráo nước. Ngoài ra còn chuẩn bị phần nước chấm.